# Научно-исследовательская программа
Научно-исследовательская программа (по Имре Лакатосу) — единица научного знания; совокупность и последовательность теорий, связанных непрерывно развивающимся основанием, общностью основополагающих идей и принципов.
Проблема роста научного знания всегда занимала умы учёных и мыслителей, независимо от их взглядов и пристрастий или принадлежности к различным направлениям науки или религии. В некоторых случаях данная проблема является ключевой для всей системы тех или иных научных изысканий.

Иногда эта проблема, являясь узловым пунктом размышлений, не осознаётся в качестве таковой, и исследователь обращается к изучению более частных и прикладных вопросов, не отдавая себе отчёта в том, что они всего лишь начальные ступеньки на пути восхождения к центральной для всей философии науки и современной гносеологии проблемы роста знания. — Лакатос И. Методология научных исследовательских программ // Вопросы философии. 1995. № 4. С. 147

## Методология научно-исследовательских программ
Разработал методологию научно-исследовательских программ Имре Лакатос.
В своих ранних работах Лакатос анализировал рост научного знания на примере математики XVII-XIX вв. В более поздних работах учёный обосновал идею конкуренции научно-исследовательских программ, которая, по его мнению, лежала в основе развития науки. «Мой подход, — писал учёный, — предполагает новый критерий демаркации между „зрелой наукой“, состоящей из исследовательских программ, и „незрелой наукой“, которая состоит из затасканного образца проб и ошибок». Концепция Лакатоса во многом выросла из спора Карла Поппера и Томаса Куна о развитии науки. Соратник Поппера Лакатос немало почерпнул из его трудов, в частности, рациональное объяснение роста науки и научного знания.
Согласно Лакатосу, научная программа — основная единица развития научного знания. Развитие науки заключается в смене совокупности и последовательности теорий, связанных общими основными принципами и идеями — в смене исследовательских программ. Исходная теория тянет за собой вереницу последующих. Каждая из последующих теорий развивается на основе добавления дополнительной гипотезы к предыдущей.

«Если рассмотреть наиболее значительные последовательности, имевшие место в истории науки, то видно, что они характеризуются непрерывностью, связывающей их элементы в единое целое. Эта непрерывность есть не что иное, как развитие некоторой исследовательской программы, начало которой может быть положено самыми абстрактными утверждениями» — Лакатос И. Фальсификация и методология научно-исследовательских программ

В разработанную Лакатосом методологию научно-исследовательских программ входят следующие структурные элементы: «жёсткое ядро», «защитный пояс» гипотез, «положительная эвристика» и «отрицательная эвристика».

## «Жёсткое ядро» и «защитный пояс» научно-исследовательской программы
У всех исследовательских программ есть «жёсткое ядро». Это совокупность утверждений (гипотез), которые составляют сущность научно-исследовательской программы. «Жёсткое („твёрдое“) ядро» называется так, потому что составляет основу научно-исследовательской программы и не может быть изменено. По соглашению участников исследований, гипотезы «жёсткого ядра» признаются неопровержимыми. Напротив, это «ядро» должно быть защищено от возможных контраргументов, для чего вводится такой элемент, как «защитный пояс» — набор вспомогательных гипотез. «Защитный пояс» должен выдержать главный удар со стороны любых проверок, приспосабливаясь к новым контраргументам. В процессе он может переделываться или даже полностью заменяться, если это требуется для обеспечения защиты «жёсткого ядра». В противном случае, при «падении» «жёсткого ядра» вся научно-исследовательская программа признается неудачной.
Говоря о деятельности «защитного пояса», Лакатос вводит понятия положительной и отрицательной эвристики.

## Положительная эвристика
Положительная эвристика состоит из предположений, направленных на развитие «опровержимых вариантов» исследовательской программы, на уточнение и модификацию «защитного пояса», на улучшение опровергаемых следствий для более эффективной защиты «ядра».
Ещё одна функция положительной эвристики — обеспечение некой «плановости» исследований. Как правило, теоретики, работающие в рамках исследовательской программы, предвидят возможные «аномалии» (опровержения), и с помощью положительной эвристики выстраивают стратегии такого предвидения и последующей переработки опровержений, развивая гипотезы и улучшая их, тем самым защищая «жёсткое ядро».

«Это ещё раз говорит о том, какую незначительную роль в исследовательской программе играют „опровержения“ какой-либо конкретной модели; они полностью предвидимы, и положительная эвристика является стратегией этого предвидения и дальнейшего „переваривания“. Если положительная эвристика ясно определена, то трудности программы имеют скорее математический, чем эмпирический характер» — Лакатос И. Фальсификация и методология научно-исследовательских программ

## Отрицательная эвристика
Отрицательная эвристика запрещает использовать логическое правило modus tollens, когда речь идёт об утверждениях, включённых в «твёрдое ядро», для обеспечения невозможности тотчас же фальсифицировать теорию.
Для этого усилия направляются на создание гипотез, объясняющих всё новые «аномалии», и modus tollens направляется именно на эти гипотезы.

«Классический пример успешной исследовательской программы — теория тяготения Ньютона. Быть может, это самая успешная из всех когда-либо существовавших исследовательских программ. Когда она возникла впервые, вокруг неё был океан „аномалий“ (если угодно, „контрпримеров“), и она вступала в противоречие с теориями, подтверждающими эти аномалии. Но проявив изумительную изобретательность и блестящее остроумие, ньютонианцы превратили один контрпример за другим в подкрепляющие примеры. И делали они это главным образом за счёт ниспровержения тех исходных „наблюдательных“ теорий, на основании которых устанавливались эти „опровергающие“ данные. Они „каждую новую трудность превращали в новую победу своей программы“» — Лакатос И. Фальсификация и методология научно-исследовательских программ

## Прогрессивный и вырожденный сдвиг
По мнению Лакатоса, любая научно-исследовательская программа проходит две стадии: прогрессивную и вырожденную (регрессивную).
В прогрессивной стадии главную роль играет положительная эвристика. Теория динамично развивается, и каждый следующий шаг способствует её улучшению, она объясняет всё больше фактов и позволяет предсказывать ранее неизвестные. Прогрессивный сдвиг характеризуется увеличением эмпирического содержания защитного пояса вспомогательных гипотез.

«Нужно, чтобы каждый следующий шаг исследовательской программы направлялся к увеличению содержания, иными словами, содействовал последовательно прогрессивному теоретическому сдвигу проблем. Кроме того, надо, чтобы, по крайней мере, время от времени это увеличение содержания подкреплялось ретроспективно; программа в целом должна рассматриваться как дискретно прогрессивный эмпирический сдвиг. Это не значит, что каждый шаг на этом пути должен непосредственно вести к наблюдаемому новому факту. Тот смысл, в котором здесь употреблен термин „дискретно“, обеспечивает достаточно разумные пределы, в которых может оставаться догматическая приверженность программе, столкнувшаяся с кажущимися „опровержениями“» — Лакатос И. Фальсификация и методология научно-исследовательских программ

Со временем исследование может достичь такой стадии, когда основная масса усилий будет направлена не на развитие гипотез, а на защиту от контрпримеров с помощью отрицательной эвристики и уловок ad hoc. В таком случае «защитный пояс» становится вместилищем гипотез, слабо связанных с «жёстким ядром», и в какой-то момент он «распадается», не в силах «переварить» все контрпримеры. Этот момент называется «пунктом насыщения» исследовательской программы. На смену существующей программе приходит альтернативная.
К концу жизни Лакатос, пересматривая свой взгляд на проблему естественных границ роста научно-исследовательских программ, относился к своему собственному понятию «пункт насыщения» с иронией. Такой подход был аргументирован тем, что, по мнению учёного, о полноценном развитии научно-исследовательской программы можно судить исключительно ретроспективно.